# Acworth (Nuevo Hampshire)
Acworth es un pueblo ubicado en el condado de Sullivan en el estado estadounidense de Nuevo Hampshire. En el Censo de 2010 tenía una población de 891 habitantes y una densidad poblacional de 8,79 personas por km².

## Geografía
Acworth se encuentra ubicado en las coordenadas 43°12′50″N 72°17′13″O / 43.21389, -72.28694. Según la Oficina del Censo de los Estados Unidos, Acworth tiene una superficie total de 101.35 km², de la cual 100.7 km² corresponden a tierra firme y (0.64%) 0.65 km² es agua.

## Demografía
Según el censo de 2010, había 891 personas residiendo en Acworth. La densidad de población era de 8,79 hab./km². De los 891 habitantes, Acworth estaba compuesto por el 96.41% blancos, el 0.11% eran afroamericanos, el 0.67% eran amerindios, el 1.46% eran asiáticos, el 0% eran isleños del Pacífico, el 0.11% eran de otras razas y el 1.23% pertenecían a dos o más razas. Del total de la población el 0.79% eran hispanos o latinos de cualquier raza.